# La Nueva España
La Nueva España est un quotidien espagnol. Publié à Oviedo, il dessert les Asturies et est édité par Editorial Prensa Asturiana. Il est publié au format tabloïd.

## Historique
Il a été fondé en 1936.